# جان بيل توماس
جان بيل توماس (بالإنجليزية: Jean Bell Thomas) هي مروجة موسيقى ومصورة أمريكية، ولدت في 14 نوفمبر 1881، وتوفيت في 7 ديسمبر 1982.